# Municipio de Zilupe
El municipio de Zilupe (en Letón: Zilupes novads) es uno de los ciento diez municipios de Letonia, que abarca una pequeña porción del territorio de dicho país báltico. Fue creado durante el año 2002 después de una reorganización territorial. Su capital es la villa de Zilupe.
El 1 de julio de 2021, el municipio de Zilupe dejó de existir y su territorio se fusionó con el municipio de Ludza.

## Ciudades y zonas rurales
- Lauderu pagasts (zona rural)
- Pasienes pagasts (zona rural)
- Zaļesjes pagasts (zona rural)
- Zilupe (villa)

## Población y territorio
Su población se encuentra compuesta por un total de 3.799 personas (2009). La superficie de este municipio abarca una extensión de territorio de unos 308,9 kilómetros cuadrados. La densidad poblacional es de 12,30 habitantes por cada kilómetro cuadrado.